# Kýlatec
Kýlatec (Vochysia) je rod rostlin z čeledi kýlatcovité. Jsou to dřeviny s jednoduchými vstřícnými nebo přeslenitými listy. Květy jsou žluté, mají jedinou tyčinku a ostruhatý kalich a jsou uspořádané v podlouhle latovitých květenstvích. Plodem je tobolka. Rod zahrnuje asi 140 druhů a je to největší rod čeledi kýlatcovité. Je rozšířen v tropické Americe od Mexika po Paraguay. Nejvíc druhů roste v tropické Jižní Americe, zejména v Brazílii. Kýlatce jsou těženy pro dřevo, pěstují se v tropech jako okrasné dřeviny a mají význam v tradiční medicíně.

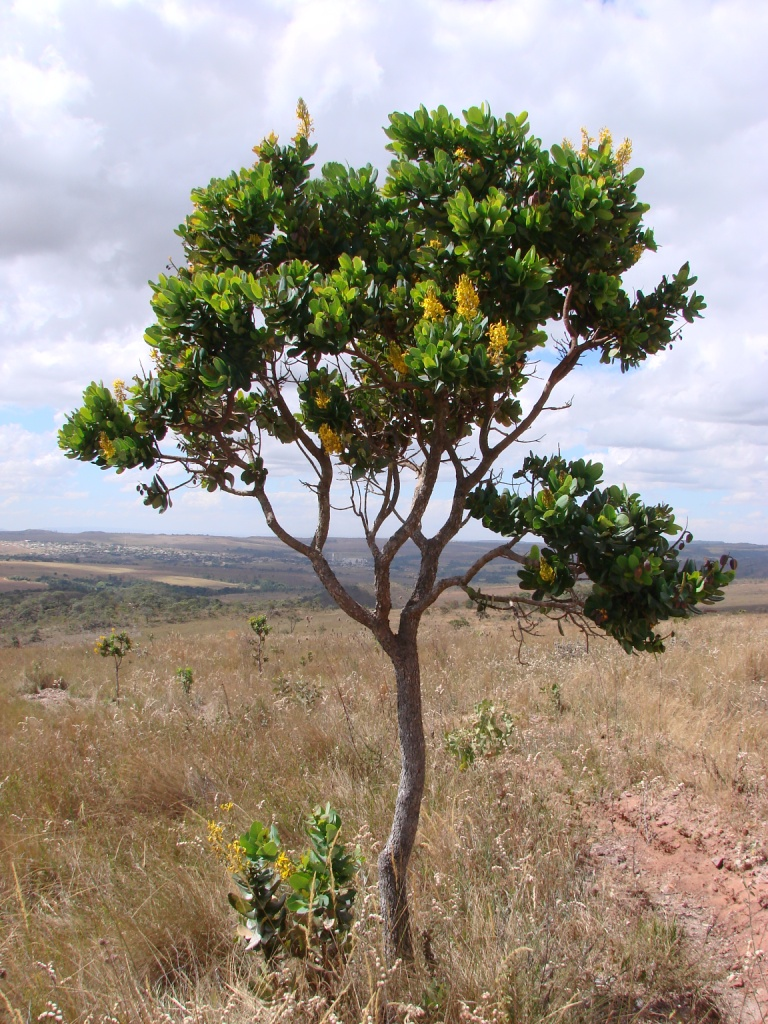
Vochysia elliptica na brazilské savaně

## Popis
Kýlatce jsou keře a stromy, výjimečně i polokeře. Některé druhy dorůstají výšky až přes 50 metrů. Listy jsou jednoduché, vstřícné nebo přeslenité, kožovité, s drobnými trojúhelníkovitými palisty. Žilnatina je zpeřená. Ochlupení se skládá z jednoduchých nebo vidličnatých chlupů, případně jsou rostliny lysé. Květy jsou žluté, uspořádané v latách složených z 1 až 10-květých vijanů. Kalich je pětičetný, zadní lalok je 3x až 4x delší než ostatní a přeměněn v ostruhu. V poupěti je ostruha svinutá a obklopuje ostatní květní části. Koruna je nejčastěji složená ze 3 čárkovitých až lžicovitých lístků. Tyčinka je jediná, v květu jsou dále přítomny 2 drobné patyčinky. Semeník je svrchní, srostlý ze 3 plodolistů a se stejným počtem komůrek. Na vrcholu nese jedinou čnělku zakončenou vrcholovou nebo postranní bliznou. Plodem je kožovitá až dřevnatá tobolka pukající 3 chlopněmi. Obsahuje 3 křídlatá semena.

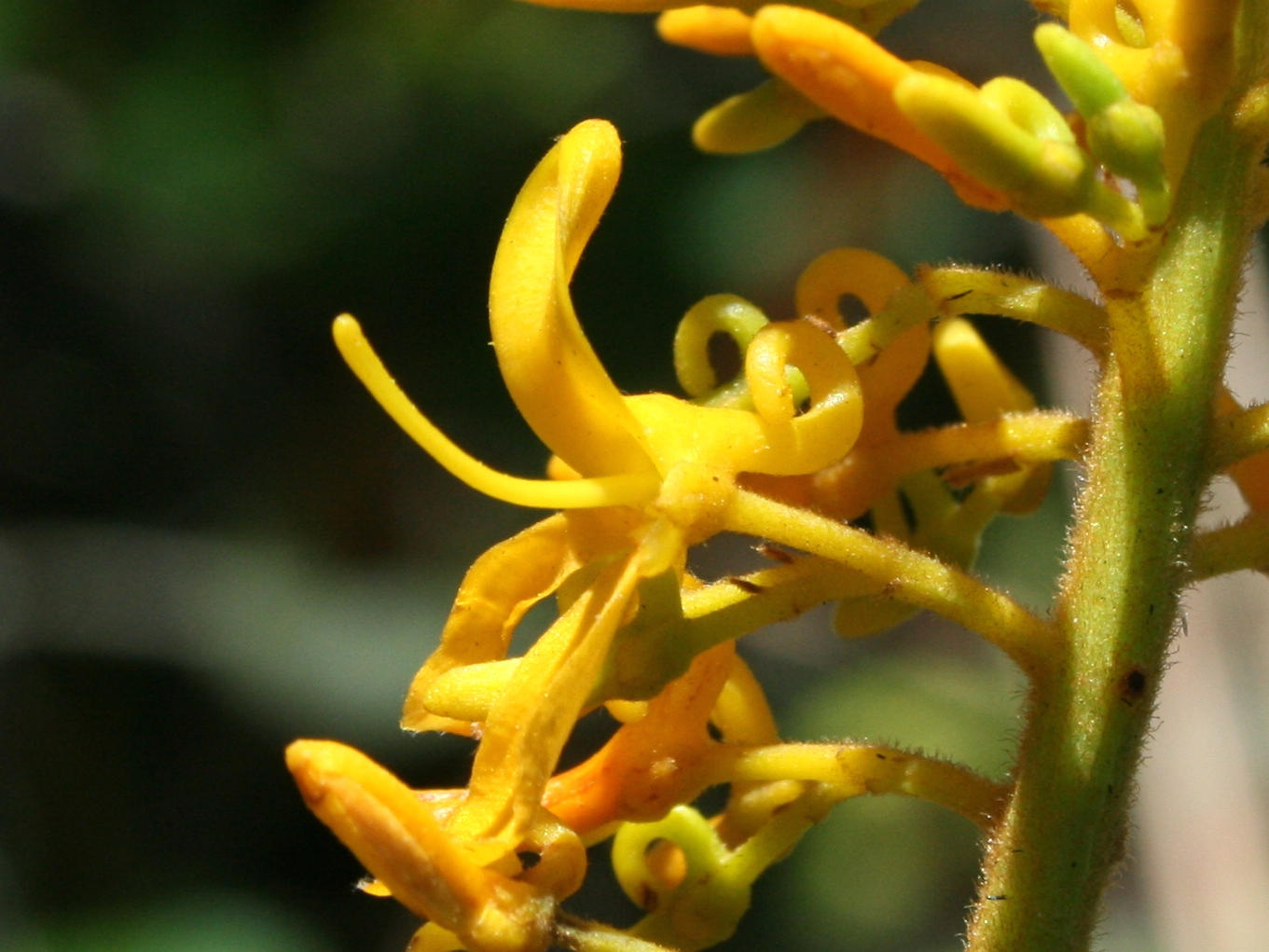
Detail květu Vochysia ferruginea
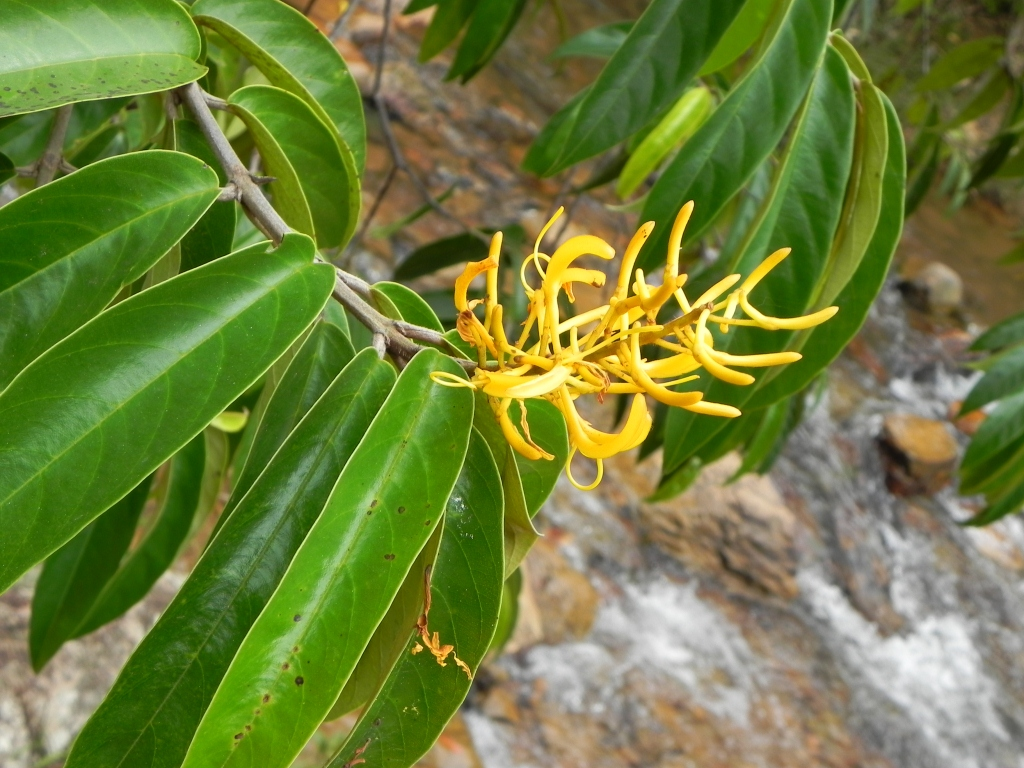
Kvetoucí V. pyramidalis
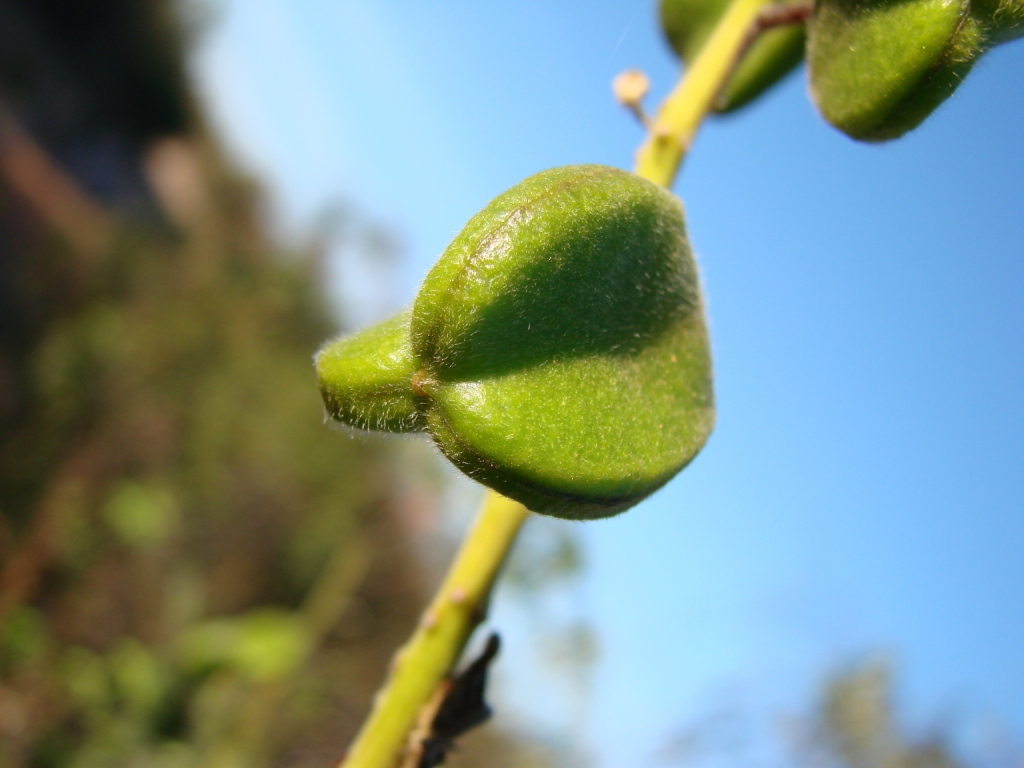
Nedozrálý plod V. elliptica

## Rozšíření
Rod kýlatec zahrnuje asi 130 až 140 druhů. Je to největší rod čeledi kýlatcovité, rozšířený v tropické Americe od Mexika po Brazílii, Paraguay a Bolívii. Většina druhů se vyskytuje v tropické Jižní Americe, zejména v Brazílii, kde roste celkem asi 85 druhů. Ve Střední Americe roste 8 druhů, v Mexiku 2, na Karibských ostrovech není tento rod zastoupen. Do Paraguaye zasahují 2 druhy.
Kýlatce rostou zejména podél říčních toků v nížinných i horských deštných lesích, některé druhy i na savanách, v poloopadavých lesích nebo různých typech keřové vegetace. Několik druhů roste i na vrcholech venezuelských stolových hor (tepuís) až do nadmořské výšky 2000 metrů. V brazilském biotopu cerrado roste asi 17 druhů a v některých oblastech tvoří typickou složku vegetace.

## Ekologické interakce
Květy kýlatců mají v rámci různých druhů poměrně jednotnou stavbu a jsou specializovány na opylování včelami, které jsou také jejich nejefektivnějšími opylovači. Rostliny jsou vesměs cizosprašné. Nektar se shromažďuje v ostruze vzniklé přeměnou spodního kališního lístku. V brazilském cerrado navštěvují květy je zejména různé větší i drobnější druhy včel z rodů Epicharis, Euglossa, Centris, Eufriesea aj. a rovněž čmelák Bombus morio, dále lišajové (např. Aellopos fadus). Vyhledávají je také některé druhy kolibříků, zejména kolibřík zrcadlový (Amazilia fimbriata) a kolibřík ametystouchý (Colibri serrirostris). Z motýlů je navštěvují např. žluťásci Phoebis sennae nebo soumračníkovitý motýl Pyrrhopyge charibdes. Bylo rovněž zaznamenáno opylování netopýry.
Křídlatá semena jsou šířena větrem.
Některé druhy rostoucí v otevřené krajině (savana, cerrado) jsou přizpůsobeny periodickým požárům. Patří mezi ně např. brazilský druh V. pumila. Nadzemní část je polokeřovitá a rostlina přežívá pomocí podzemního dřevnatého kmene, který po požáru opět obráží.
Některé druhy kýlatců akumulují ve vegetativních částech hliník, např. V. guianensis. Jeho obsah v listech může dosáhnout až 1 %. Druh V. thyrsoidea z brazilského cerrado dokonce může růst pouze v půdách se zvýšeným obsahem tohoto prvku.

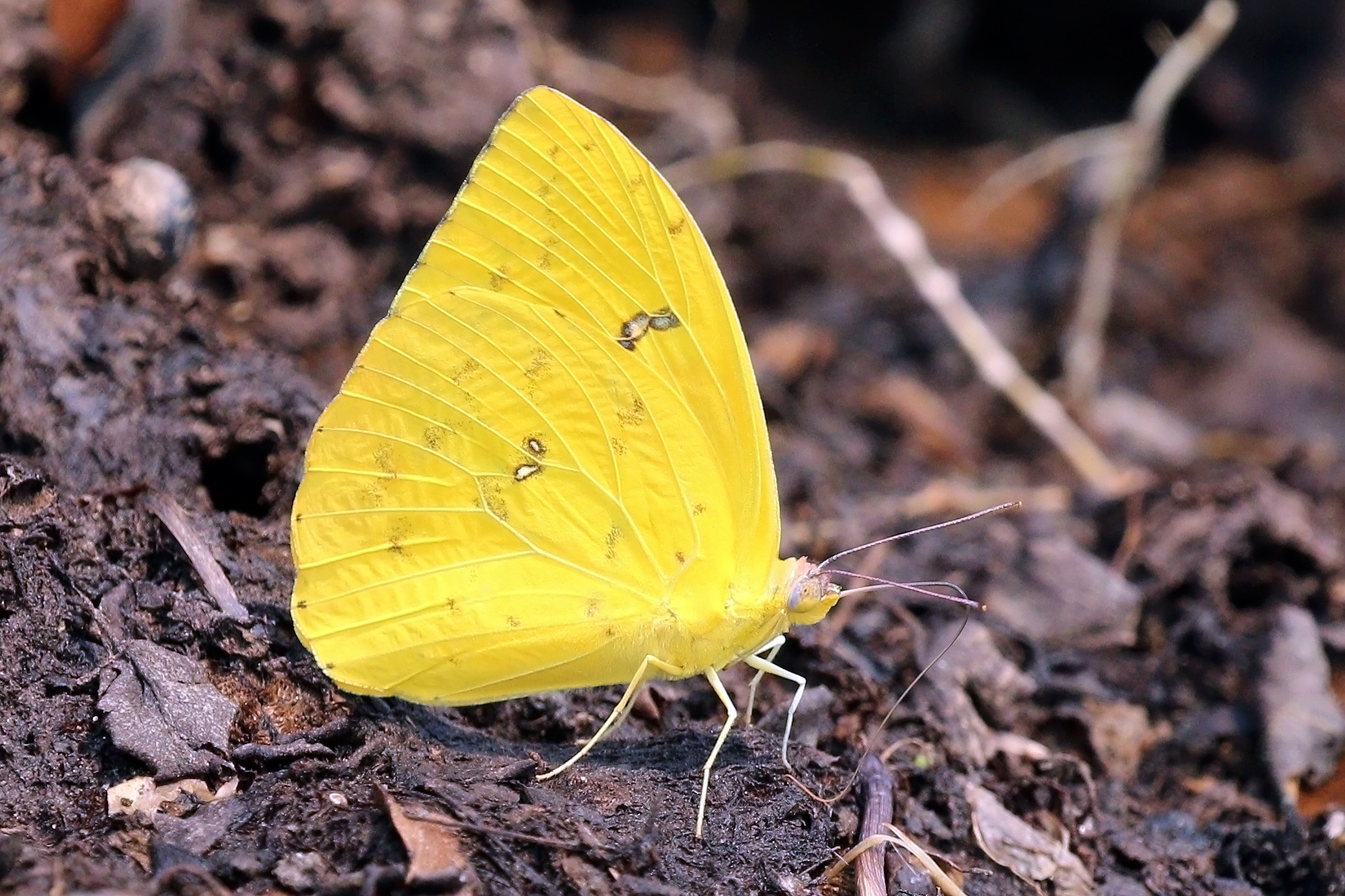
Žluťásek Phoebis sennae
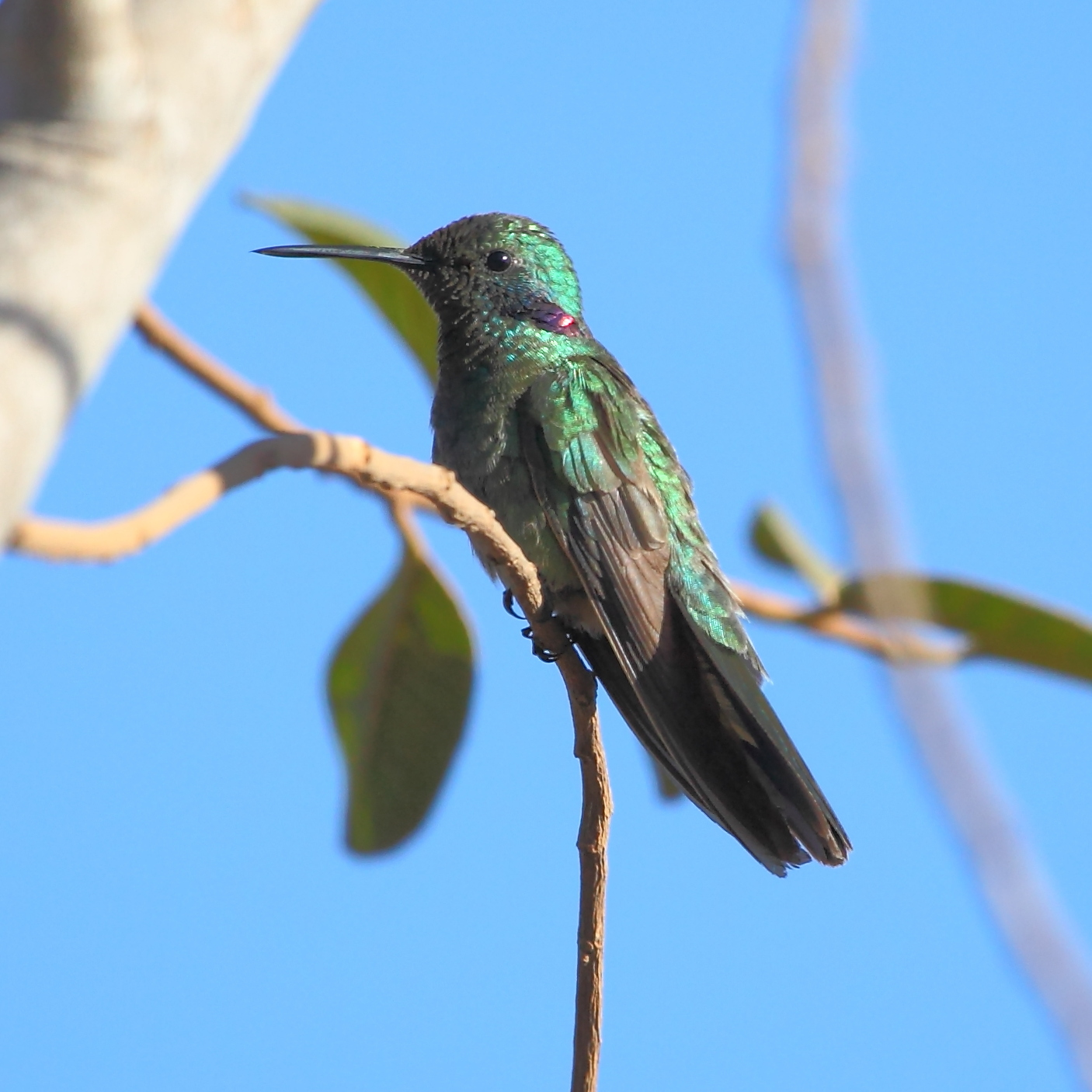
Kolibřík ametystouchý
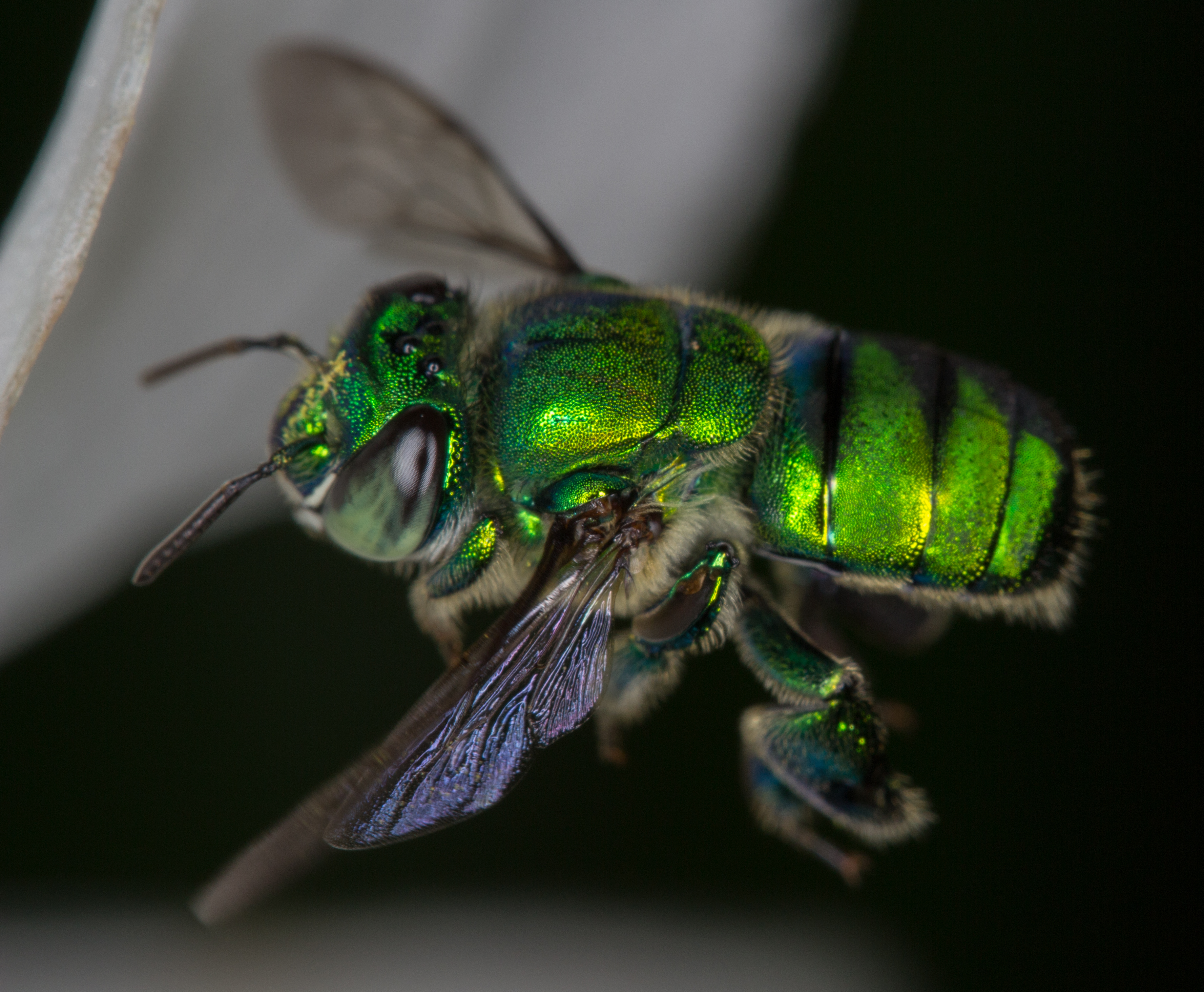
Orchidejová včela rodu Euglossa

## Význam
Celá řada druhů kýlatců je těžena pro dřevo. Je používáno zejména v tesařství, na venkovní obklady, dlabané kánoe, bedny, levný nábytek, dýhy aj. Dřevo jihoamerických druhů V. guianensis a V. tomentosa je obchodováno pod názvem kwarie, dřevo středoamerického kýlatce V. hondurensis pod názvem yemeri. Dřevo V. vismiifolia je velmi trvanlivé a používá se ke stavbě mostů, na různé stavby a obklady a podobně.
Ze šťávy V. thyrsoidea je získávána klovatina s velkou viskozitou.
Některé druhy jsou v tropické Americe pěstovány jako okrasné a pouliční dřeviny nebo se používají k zalesňování. Patří mezi ně např. Vochysia divergens, V. divergens, V. cinnamomea, V. bifalcata, V. tucanorum a V. magnifica. V době květu jsou nápadné a zdobné.
Různé druhy kýlatců slouží v domorodé medicíně např. k léčení kašle, vykašlávání krve, astma aj.
Kůra a listy V. lomatophylla se používají ve směsi s horkým kvašeným nápojem čiča (chicha) jako abortivum. Šťáva V. divergens se používá jako oční kapky. Kůra V. surinamensis slouží v Guyaně jako analgetikum při bolestech zubů.